# Rinascimento nordico
Col termine di Rinascimento nordico si indica il Rinascimento che interessò l'Europa settentrionale a nord delle Alpi. Prima del 1497, il Rinascimento italiano e l'umanesimo avevano creato ben poca influenza al di fuori dell'Italia. Dalla fine del XV secolo, queste idee iniziarono a diffondersi anche nel resto dell'Europa. Questo portò alla nascita del Rinascimento tedesco, del Rinascimento francese, del Rinascimento inglese, del Rinascimento fiammingo e olandese, del Rinascimento polacco e di altri movimenti nazionali e locali, ciascuno con caratteristiche differenti.
In Francia, Francesco I importò  ad artisti italiani (tra i quali spiccava Leonardo da Vinci), e facendo costruire palazzi grandiosi con notevoli spese, dando inizio al  francese. Il commercio e gli scambi in città come Bruges nel XV secolo ed Anversa nel XVI secolo incrementarono anche gli scambi commerciali tra Italia e Belgio, anche se nell'arte, ed in particolare nell'architettura, il gotico rimase presente sino all'arrivo del barocco, anche se gli artisti si ispirarono sempre più ai modelli italiani.
Le università ed i libri a stampa aiutarono a diffondere lo spirito dell'epoca in Francia, Paesi Bassi e Sacro Romano Impero, e da qui verso la Scandinavia, sino a giungere in Gran Bretagna nel XVI secolo. Scrittori e umanisti come Rabelais, Pierre de Ronsard ed Erasmo da Rotterdam vennero molto influenzati dal modello del Rinascimento italiano e fecero parte del medesimo movimento intellettuale. Durante il Rinascimento inglese (che si sovrappose all'era elisabettiana) scrittori come William Shakespeare e Christopher Marlowe composero opere di notevole influenza anche per i posteri. Il Rinascimento venne portato anche in Polonia direttamente da artisti italiani di Firenze e dai Paesi Bassi, dando inizio al Rinascimento polacco.
In alcune aree il Rinascimento nordico venne distinto dal Rinascimento italiano per la centralizzazione del potere politico. Mentre in Italia ed in Germania esso si basava sul concetto del potere ripartito tra domini indipendenti e città-stato, in gran parte dell'Europa esso emerse nei primi stati nazionali che iniziavano a sorgere all'epoca. Il Rinascimento nordico si legò profondamente anche alla riforma protestante e si inserì appieno negli scontri religiosi tra protestanti e cattolici.

## Tratti generali
Il feudalesimo aveva dominato l'Europa per centinaia di anni, ma il suo declino segnò l'arrivo del Rinascimento. Tra le ragioni del suo declino vi fu sicuramente la peste, il crescente uso del denaro anziché della terra come mezzo di scambio, il minor numero di schiavi in società, la formazione degli stati nazionali con monarchi che avevano interesse nel ridurre il potere dei signori feudali, il crescente disinteresse nei confronti delle armate feudali a vantaggio di un esercito centralizzato e l'uso di nuove tecnologie (ad esempio la polvere da sparo), unitamente ad un incremento generale della produttività agricola per lo sviluppo di nuove tecniche e metodi agricoli.

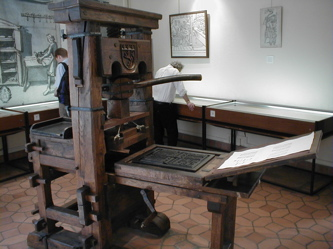
Riproduzione di una pressa da stampa precedente alle invenzioni di Johannes Gutenberg. Museo della storia della stampa di Lione, Francia.

Infine il Rinascimento in Europa si sviluppò grazie ad un crollo del cattolicesimo nel continente. Il lento abbandono del feudalesimo mise in crisi la lunga politica di favorire la chiesa ed i suoi rappresentanti, soppiantata da istituzioni secolari. L'umanesimo fu l'istituzione che più di ogni altra condizionò lo sviluppo dell'arte rinascimentale, della musica e della scienza. Erasmo da Rotterdam, ad esempio, risultò una figura fondamentale per la diffusione delle idee umaniste nel nord Europa oltre ad essere una figura centrale tra l'umanesimo classico e le contrapposizioni religiose dell'epoca.
La velocità di trasmissione del Rinascimento in Europa fu sicuramente dovuta all'invenzione della stampa. Il potere di disseminare informazioni accrebbe la ricerca scientifica, diffuse le idee politiche ed ebbe un impatto notevole sul Rinascimento nordico. Come in Italia, la stampa incrementò la disponibilità di libri in lingue differenti oltre alla riedizione di testi classici greci e latini. La Bibbia divenne per la prima volta disponibile in diverse traduzioni vernacolari, fatto solitamente attribuito alla riforma protestante.

## L'età delle scoperte
Uno degli sviluppi tecnologici più significativi del Rinascimento fu l'invenzione della caravella con cui poi Cristoforo Colombo ed altri esploratori poterono compiere viaggi ed esplorazioni al di fuori del Mediterraneo ed attraversare l'Atlantico. Le navigazioni misero in contatto più facilmente i porti dell'Italia con Spagna, Portogallo, Francia, Inghilterra e Paesi Bassi, facendo terminare il secolare predominio dell'Italia settentrionale come crocevia dei commerci europei. Vennero aperte anche nuove rotte commerciali con l'Africa e le Americhe, dando il via alle attività di colonizzazione.

## Arte

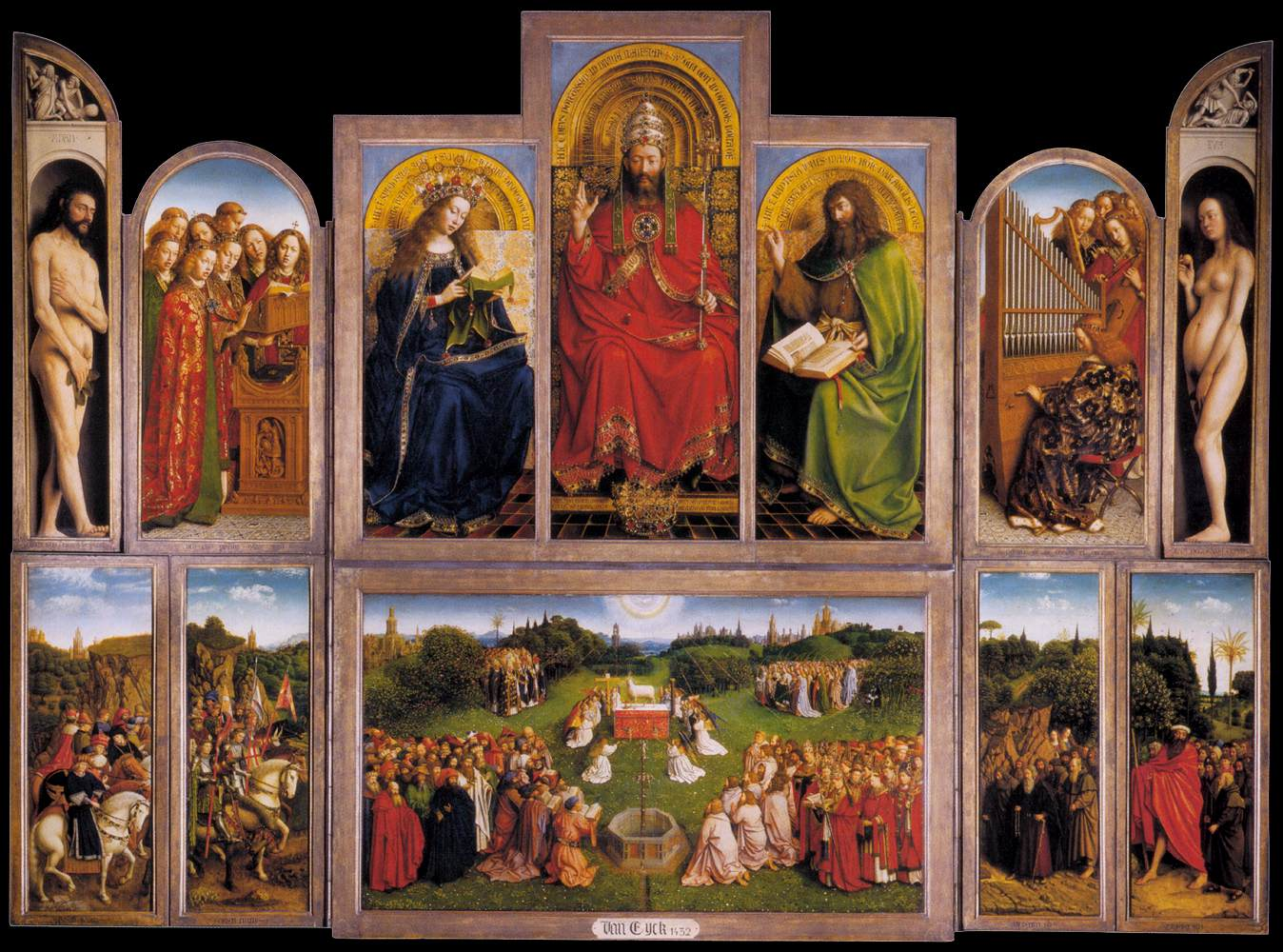
Il Polittico dell'Agnello Mistico di Hubert e Jan van Eyck, dipinta nel 1432. Cattedrale di San Bavone, Gand, Belgio.

La diffusione dell'arte del Rinascimento nei paesi nordici si deve in particolare ai Paesi Bassi, dove sin dai primordi gli artisti iniziarono ad utilizzare una complessa iconografia come nel caso di Hubert e Jan van Eyck.
Il dettagliato realismo dei primitivi fiamminghi, guidato da Robert Campin e Jan van Eyck negli anni '20 e '30 del Quattrocento, è attualmente considerato generalmente l'inizio del Rinascimento nordico in pittura. Questo realismo dettagliato era di molto superiore a quello italiano della medesima epoca, ma non si può parlare di una reciproca influenza stilistica sino alla fine del XV secolo. Malgrado i frequenti scambi culturali ed artistici, i manieristi di Anversa (1500–1530)—cronologicamente sovrapponibile ma non correlato al manierismo italiano- furono tra i primi artisti dei Paesi Bassi a riflettere chiaramente l'influenza italiana nello sviluppo del Rinascimento nordico.
Nel contempo, Albrecht Dürer fece de viaggi in Italia, dove era molto ammirato per le sue stampe. Dürer, a sua volta, venne influenzato dall'arte che vide nella penisola e pertanto fu uno dei primi pittori dell'alto Rinascimento nordico a poter essere definito tale. Altri pittori di fama come Hans Holbein il Vecchio e Jean Fouquet, mantennero invece una forte influenza gotica che al nord Europa continuava ad essere molto popolare, mentre parallelamente Hieronymus Bosch e Pieter Bruegel il Vecchio sviluppavano stili propri che vennero imitati poi dalle generazioni successive. Alla fine del XVI secolo gli artisti del Rinascimento nordico incrementarono i loro viaggi a Roma, divenendo noti come Romanisti. L'arte dell'alto Rinascimento di Michelangelo e Raffaello e le tendenze tardorinascimentali del Manierismo ebbero un notevole impatto sulle opere degli artisti nordici.
Al contrario degli artisti italiani che si concentrarono sul gran quantitativo di opere d'arte greco-romane riscoperte e riapprezzate all'epoca, gli artisti del XV secolo di area tedesca ed olandese, pur definendosi rinascimentali, rimasero legati a temi di ambito religioso oppure si dedicarono ai paesaggi o ancora alla pittura di genere. 
Il Rinascimento, col diffondersi nelle varie realtà e nei vari paesi dell'Europa occidentale, si adattarono ai gusti ed alla cultura locale. In Inghilterra e nei Paesi Bassi settentrionali la Riforma protestante portò alla totale distruzione di molte opere d'arte all'insegna dell'iconoclastia. Malgrado la presenza di molti artisti di pregio alla corte dei Tudor in Inghilterra, il ritratto rimase un genere relegato alle élite della società. In Francia la scuola di Fontainebleau iniziata dall'italiano Rosso Fiorentino nello stile tardo manierista, riuscì a costituire uno stile nazionale durevole. Dalla fine del XVI secolo, artisti come Karel van Mander e Hendrik Goltzius si radunarono ad Haarlem per una breve ma intensa fase del Manierismo nordico che si diffuse anche nelle Fiandre.